# José Ramón Cancelo de la Torre
José Ramón Cancelo de la Torre es un economista y catedrático de universidad en el departamento de economía de Universidad de La Coruña, donde está especializado en estadística y econometría y forma parte del grupo de investigación Jean Monnet sobre competencia y desarrollo. Es un experto en el análisis de series temporales, siendo autor de publicaciones muy influyentes en este campo.

## Vida académica
José Ramón Cancelo se licenció en ciencias económicas y empresariales por la Universidad de Santiago de Compostela y se doctoró por la Universidad Autónoma de Madrid, con una tesis sobre Políticas de estabilización y efecto crowdingout: un análisis empírico para el caso español. Antes de recalar como catedrático de universidad en Universidad de La Coruña en 1995, fue profesor en la Universidad Autónoma de Madrid, lo que compaginó brevemente con la empresa privada, antes de obtener la cátedra en la Universidad de Castilla-La Mancha. El propio Cancelo cita como su mayor influencia al profesor Antoni Espasa, "cuya forma de entender la Economía, como conocimiento teórico pero también como actividad práctica, me marcó profundamente y orientó toda mi trayectoria académica y profesional".

## Reconocimiento
El 14 de septiembre de 2016 ingresó como miembro numerario de la Real Academia Gallega de Ciencias, con un discurso titulado La crisis de la Eurozona: una historia de desequilibrios y asimetrías.

## Publicaciones seleccionadas
- Cancelo, J. R., & Espasa, A. (1993). Métodos cuantitativos para el análisis de la coyuntura económica. Alianza.